# Corpus Cultus Cybelae Attidisque
Le Corpus Cultus Cybelae Attidisque (en abrégé CCCA) est un ouvrage en sept volumes rédigé par l’historien néerlandais Maarten Jozef Vermaseren. Cet ouvrage recense tous les monuments dédiés au culte de Cybèle et d'Attis : il transcrit les inscriptions grecques et latines, donne leurs références et la bibliographie associée, décrit les statues et les sculptures, les sites des temples. 
Les sept tomes couvrent les régions de l’Empire romain de la façon suivante :
- I Asie Mineure et centrale.
- II Grèce et îles grecques
- III Italie : Latium
- IV Italie : autres régions.
- V Égypte, Afrique du nord (Cyrénaïque, Numidie, Mauritanie), Hispanie, Gaule et Bretagne romaine
- VI Germanie, Rhétie, Norique, Pannonie, Dalmatie, Macédoine, Thrace, Moesie, Dacie, Royaume du Bosphore, Colchis, Scythie et Sarmatie.
- VII Musées et collections privés.

Ces volumes ont été publiés entre 1977 et 1989 à Leyde et constituent le cinquantième volume de la série Études préliminaires aux religions orientales dans l'Empire romain  (ISBN 90-04-05399-9).

## Publication
- (en) Maarten Jozef Vermaseren, Corpus Cultus Cybelae Attidisque, Brill, 1997 ;